# 顧家
《顧家》是香港歌手黎明的粵語迷你專輯，由雷頌德作曲、編曲及監製，黃偉文填詞，專輯於2020年6月18日由唱片公司A music在線上音樂平台推出。此專輯以「顧家」為題材，收錄了歌曲〈顧家〉的多個不同版本，在推出前夕以賣關子形式發佈預告短片，引起公眾的關注和討論。

## 製作概念
2019年12月，身在英國的雷頌德，以電子郵件方式將歌曲〈顧家〉送給黎明作為生日禮物，黎明認為此禮物非常特別，決定與大眾分享，歌曲的製作費用由唱片公司支付。雷頌德表示創作歌曲〈顧家〉的時候，沒有跟黎明和填詞人黃偉文討論創作方向、曲風和策略，創作靈感源於他個人對黎明的情感和感覺。黃偉文曾經跟黎明合作過20至30首歌曲，包括將歌曲〈情深說話未曾講〉的歌詞改寫為〈帶你老竇入廚房〉，填詞表現由此獲得黎明的認同，他表示〈顧家〉的歌詞所表達的是「純男人式」的浪漫。此專輯先後推出了歌曲〈顧家〉的同居版、已婚版、餐廳版及巴士版，音樂短片由黎明、林海峰、陳柏宇、胡楓合作演出。

## 宣傳與發行
此專輯以社交網站平台作為主要的宣傳渠道，黎明於2020年6月15日發佈一段名為「明福俠介紹返」的短片，短片以動畫形式呈現，時長17秒，展示出「有幾多人要求顧家？」、「同居、結婚=顧家」及「顧家不止有我們」等設問句，以及4個卡通頭像，其中一個是黎明的頭像，然後以「稍後公佈」四字作結尾，並於其後三天每天以「賣關子」形式發佈短片，逐一展示出藝人林海峰、陳柏宇、胡楓的頭像，表示「開工大吉」，惟未有即時透露四人的合作詳情，其後始表示邀請他們參與演出音樂短片。2020年6月18日，黎明的社交網站平台展示出一段時長19秒的短片，由一名沒有披露身份的女歌手重複唱出歌曲〈顧家〉的首兩句歌詞，同時於當天在線上音樂平台推出此專輯，包括歌曲〈顧家〉的「同居版」和「已婚版」，其後分別於同年的6月29日及7月5日推出「餐廳版」和「巴士版」。

### 音樂短片
歌曲〈顧家〉的音樂短片於2020年7月1日推出，時長逾五分鐘，以平實感為元素，由黎明、林海峰、陳柏宇、胡楓扮演來自各行各業的好爸爸，表達出顧家是男人的天職。

## 曲目列表
| 曲序     | 曲目           | 备注                               | 时长  |
| -------- | -------------- | ---------------------------------- | ----- |
| 1.       | 顧家（同居版） | 由一名沒有披露身份的女歌手參與演繹 | 3:49  |
| 2.       | 顧家（已婚版） |                                    | 5:30  |
| 3.       | 顧家（餐廳版） | 2020年6月29日推出                  | 2:40  |
| 4.       | 顧家（巴士版） | 2020年7月5日推出                   | 1:24  |
| 总时长： | 总时长：       | 总时长：                           | 13:23 |

## 評論及迴響
綜合各大眾媒體的報導，黎明於數天之內透過社交網站平台發佈5段有關此專輯的短片，引起了大眾的關注及留言討論，有人表示看不明白，同時表示期待新作品的推出，也有人認為黎明和參與演出預告片的三名藝人都是個顧家的男人，能夠配合專輯的主題，在父親節前夕推出此歌曲，是要向自己的女兒展現父愛。林海峰於2020年6月16日在社交平台分享自己與黎明的合照，表示「黎明請我必要來」，但未有交代合作詳情，有媒體認為黎明貫徹一向的神秘作風，未有即時公佈與此專輯有關的所有詳情，而網民和媒體均對該名參與演繹歌曲的女歌手身份感到好奇。歌曲〈顧家〉於推出的首天登上各大音樂平台的排行榜，當中的「同居版」登上了榜首位置，傳媒工作者查小欣認為此專輯以猜謎方式作宣傳，能夠吸引公眾的注意，衍生出額外的娛樂元素。2020年6月29日，黎明於社交平台發文，表示如在24小時內讚好人數達到6,000人次，便會推出歌曲〈顧家〉的「巴士版」，發文的讚好人數於2小時內已經達成目標人次。此專輯的音樂短片於社交網站平台推出後，7小時內錄得超過19萬觀看人次，而首天的觀看次數約有三十二萬人次，有網民留言表示歌曲和音樂短片很有意思，同時有人指出黎明以往唱歌較少唱高音，在此次的歌曲演繹中有所突破。

## 流行榜成績
以下是歌曲〈顧家〉在香港及其他國家地區的音樂流行榜所獲得的最佳成績：
- 香港商業電台 903專業推介：冠軍[35]
- 香港電台中文歌曲龍虎榜：第12位[36]
- 新城電台勁爆本地榜：季軍[37]
- 加拿大中文電台AM1470加拿大至HIT中文歌曲排行榜：冠軍[38]
- 香港電視娛樂有限公司Chill Club 推介榜：冠軍[39]